# Marie des Anges
Pour les articles homonymes, voir Marie des Anges (homonymie).
Marianna Fontanella connue sous son nom en religion Marie des Anges (née le 7 janvier 1661 à Turin et morte le 16 décembre 1717 dans la même ville) est une religieuse catholique italienne de la fin du XVIIe et du début du XVIIIe siècle.
Elle est entrée comme carmélite déchaussée au Carmel de Turin le 19 novembre 1675 sous le nom de Marie des Anges. Grande mystique, elle prie et soutient la population lors des sièges de la ville de Turin. Elle fonde le carmel de Moncalieri. Elle est béatifiée par le pape Pie IX en 1865.

## Biographie

### Enfance
Marianna Fontanella est née à Turin le 7 janvier 1661, fille du comte Jean Donat Fontanella di Baldissero et de la comtesse Maria Tana di Santana. Elle est la onzième d'une famille de treize enfants.
Par la famille de sa mère, elle est liée à saint Louis de Gonzague.
Très jeune, elle ressent de fortes aspirations religieuses. Elle fait ses études chez les cisterciennes de Saluzzo. À l'occasion d'une exposition du Saint-Suaire, elle croise un Carme qui l'incite à rentrer dans son ordre. En 1675, alors que son père est déjà décédé, elle réussit à vaincre l'opposition de sa mère, et embrasse la vie religieuse chez les carmélites déchaussées du monastère de Sainte-Christine à Turin. Ce monastère avait été fondé le 30 avril 1639 par les princes de Savoie.

### Le carmel
Le 19 novembre 1675 elle revêt l'habit religieux et prend le nom de Marie des Anges.
Le 26 décembre 1676 elle fait sa profession religieuse. Très vite, elle est assaillie de nombreux doutes et entre dans une nuit spirituelle. Avec l'aide de son père spirituel, elle réussit à traverser cette épreuve et retrouver la paix trois ans plus tard. Elle est élue prieure du couvent à l'âge de 33 ans (elle a obtenu une dispense papale compte tenu de son jeune âge pour cette fonction). Elle est réélue trois fois dans ce poste. Elle se voit également confier le poste de maîtresse des novices.
Sur la suggestion du bienheureux Sébastien Valfrè, et avec l'aide d'un legs de Annamaria Sapino, veuve de Moncalieri, en 1702, elle fonde un monastère Moncalieri,.

### Protectrice de Turin
Les membres de la famille royale sont parmi ses admirateurs et confidents (Victor-Amédée II de Savoie a été très proche d'elle).
Il est reconnu à l'époque que son intercession auprès de saint Joseph, a obtenu la fin de la guerre et la libération de Turin en 1696. C'est pourquoi saint Joseph a été proclamé « patron de la ville de Turin » lors d'un triduum solennel à l'église Sainte-Christine. En 1706, lors de la bataille de Turin, elle intercède à nouveau auprès de la Vierge Marie pour obtenir à nouveau la libération de Turin face au danger imminent de siège et d'invasion de la ville par des troupes françaises. Comme Marie des Anges l'a prédit, le 7 septembre 1706, les forces unies du duc Victor-Amédée et le prince Eugène de Savoie remportent une victoire décisive. Pour célébrer cette victoire, la maison de Savoie fait bâtir une basilique sur la colline Superga où seront inhumés les membres décédés de la maison de Savoie.

### Spiritualité
Elle révèle sa charité envers le prochain et pour son pays par la prière continuelle, par ses sacrifices, par sa délicatesse et son soin à recevoir et à consoler chacun.

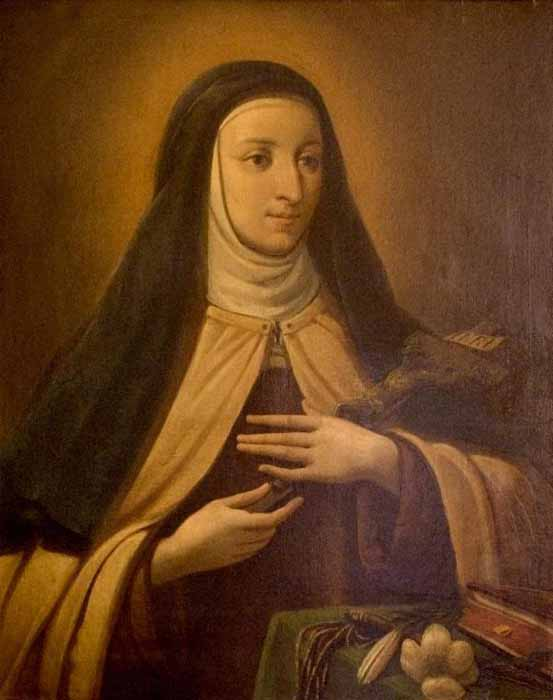
Portrait de la bienheureuse Marie des Anges, anonyme.

Marie des Anges vécut comme une disciple de sainte Thérèse de Jésus, avec le zèle du maintien d'un plein respect de la règle monastique et des conseils de Thérèse d'Avila. Elle se distingue par son intense amour de la souffrance, par son zèle apostolique, par ses prières continuelles pour les âmes du purgatoire, par une dévotion très tendre à la Bienheureuse Vierge Marie et à saint Joseph.
Des charismes extraordinaires ont été vus et reconnus en elle (don d’oraison, don de prophétie, don de pénétrer les cœurs, don d’extase, don de miracles).

### Culte
Elle meurt à Turin le 16 décembre 1717. Le procès de béatification débute en 1722 ; le pape Pie VI proclame l'héroïcité de ses vertus le 5 mai 1778. Son corps repose d'abord dans le monastère de Turin jusqu'en 1802, date où il est supprimé. Ses ossements sont apportés dans l'église de sainte Thérèse de Turin et enterrées dans le chœur des Pères carmes. Le roi Victor-Emmanuel II relance l'étude de sa cause et le 25 avril 1865, le pape Pie IX la déclare bienheureuse. Depuis 1988, grâce à l'intervention du cardinal carme Ballestrero, son corps est définitivement transféré au monastère qu'elle a fondé à Moncalieri. Sa fête liturgique est célébrée le 16 décembre.

## Source
- (it) Cet article est partiellement ou en totalité issu de l’article de Wikipédia en italien intitulé « Maria_degli_Angeli_Fontanella » (voir la liste des auteurs).